# Van Baerlestraat 27
Van Baerlestraat 27 is een gebouw aan de Van Baerlestraat in Amsterdam-Zuid op de rand van het Museumkwartier. Tussen 1901 en 1977 huisvestte het gebouw het hoofdkantoor van de Rijkspostspaarbank. Vanaf 1985 vestigde het Sweelinck Conservatorium zich in het gebouw, waar het tot 2008 zou blijven. Sinds 2011 is het gebouw in gebruik als het Conservatorium Hotel. 

## Geschiedenis
Het gebouw is ontworpen door de architect Daniël Knuttel voor de hoofdvestiging van de Rijkspostspaarbank. Er werd sinds 1892 overleg gepleegd tussen het Rijk en de gemeente Amsterdam over een directiekantoor voor deze bank. De bank had diverse bankgebouwen in de stad, onder andere aan de Stadhouderskade 115, maar groeide steeds door. Het Rijk wilde graag een terrein gelegen in de buurt van het Rijksmuseum en het Suasso-Museum, het latere Stedelijk Museum Amsterdam. De keus viel uiteindelijk voor een braakliggend terrein tegenover het Suasso-Museum, maar het was nog niet duidelijk aan welke straat de ingang zou komen te liggen, de Paulus Potterstraat of de Van Baerlestraat. In de zomer van 1898 begon een aannemer met het gereedmaken van het terrein; het gebouw werd ingeklemd tussen die genoemde gebouwen en de Jan Luijkenstraat. Al snel kwam het ontwerp van Knuttel met een ingang aan de Van Baerlestraat, een ingang met een grote trap. De opening van het gebouw werd steeds uitgesteld, omdat het gebouw niet tijdig opgeleverd en/of ingericht kon worden. Op 1 augustus 1901 werd het gebouw in gebruik genomen.
Het gebouw is neergezet op een vloeroppervlak van ca 4.000 m². De gevel aan de Van Baerlestraat is circa 65 meter, die aan de Jan Luijkenstraat 29 meter en aan de Paulus Potterstraat 49 meter. Het is daarmee een van de grootste gebouwen in het Museumkwartier. Het bestaat uit drie etages, een beletage met daarboven twee verdiepingen en een zadeldakconstructie. Vanaf het maaiveld is een natuurstenen sokkel te zien, van waaruit een gebouw van baksteen en natuurstenen banden is gebouwd. Een uitzondering hierop is een middenrisaliet waarin de toegang is geplaatst. Deze is geheel bekleed met natuursteen, waarin uitgespaard de ramen en toegangsdeur, die alle aan de bovenzijde afgewerkt zijn in boogconstructies. Op de grens tussen eerste en tweede etage zijn de jaarstenen zichtbaar ("Anno" "1901") en in de bovenste boog is "RIJKSPOSTSPAARBANK" te lezen. Het gebouw is gebouwd in een eclectische stijl, waarbij stijlkenmerken uit diverse perioden zijn samengevoegd. De gevel herbergt verder obelisken, dakkapellen, "tentspitsen", rondboogfriezen, lisenen, topgevels etc. De hoeken met Paulus Potterstraat en Jan Luijkenstraat worden opgesierd door een veelhoekig torentjes met windijzers. Binnen zijn er vele tegeltableaus toegepast verwijzend naar de natuur en provinciewapens; dat alles uitgevoerd in de art-nouveaustijl. 
Het gebouw werd op 28 september 1983 opgenomen in het monumentenregister. De Rijkspostspaarbank was hier toen al weg. Door allerlei fusies vertrok de bank in 1978. Het gebouw was in eerste instantie aangekocht door de Gemeente Amsterdam en het toen net opgerichte Conservatorium van Amsterdam (fusies van drie muziekopleidingen in de stad), maar die laatste zou het gehele pand kopen. Deze instelling verliet het gebouw weer in 2008 om plaats te maken voor het Conservatorium Hotel, dat op 19 december 2011 open ging.
Beide overgangen in gebruiker gingen gepaard met uitgebreide verbouwingen, maar aan de gevel is nauwelijks iets veranderd, vanwege de monumentstatus. 

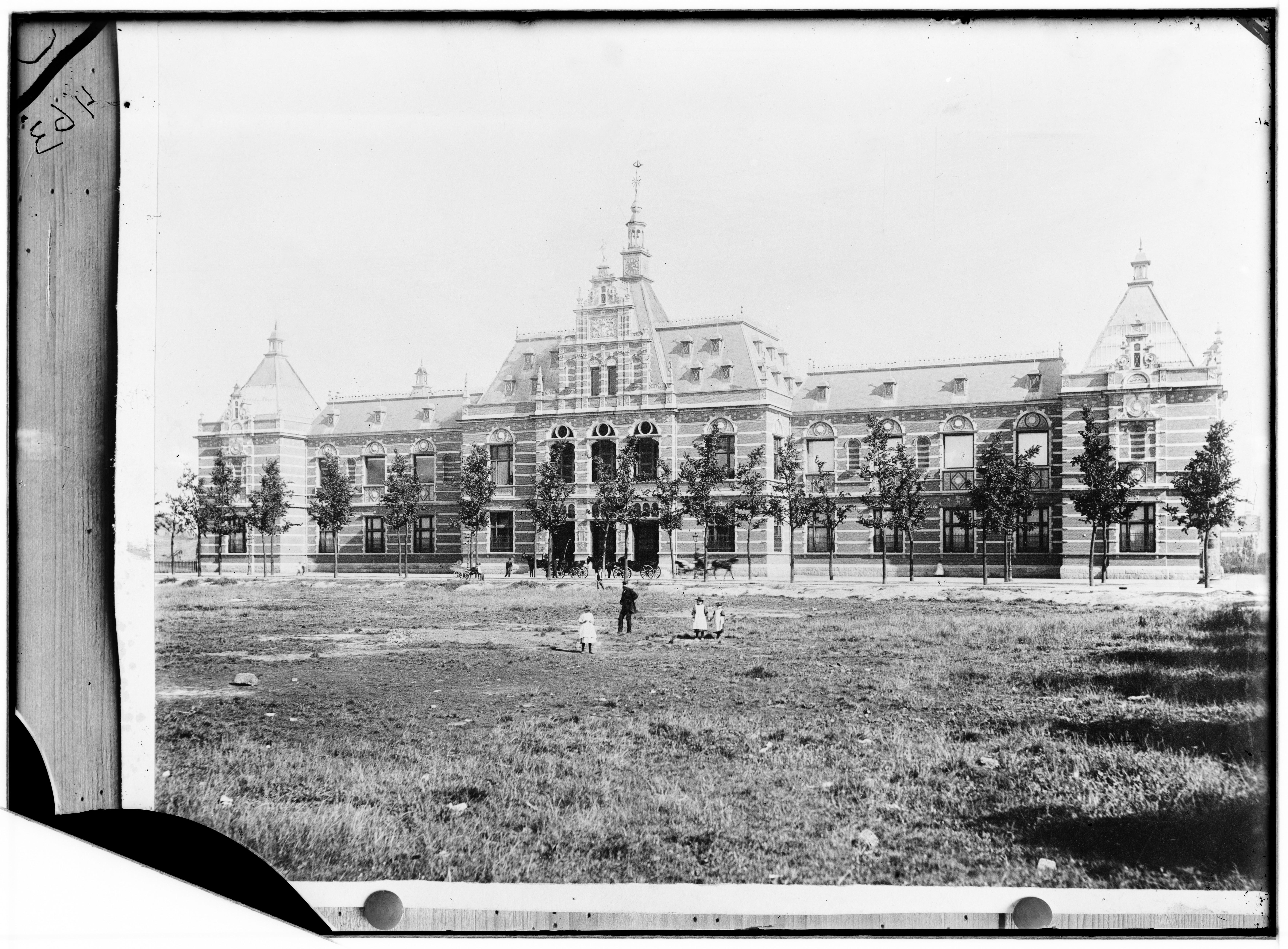
Braakliggend terrein voor het Stedelijk Museum (eind 19e eeuw)

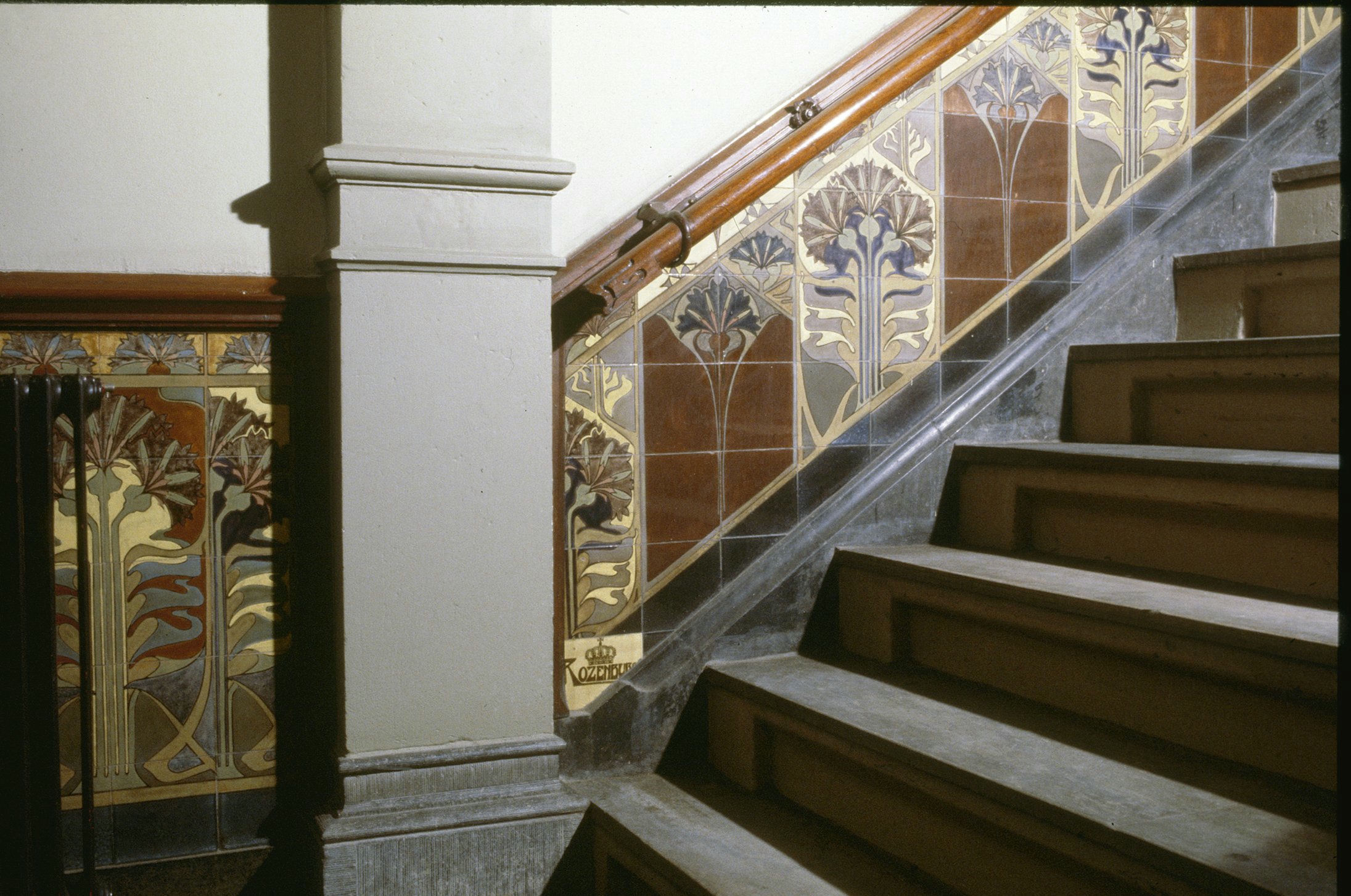
Tegeltableau in trappenhuis (1981)